# Rolls-Royce Silver Wraith

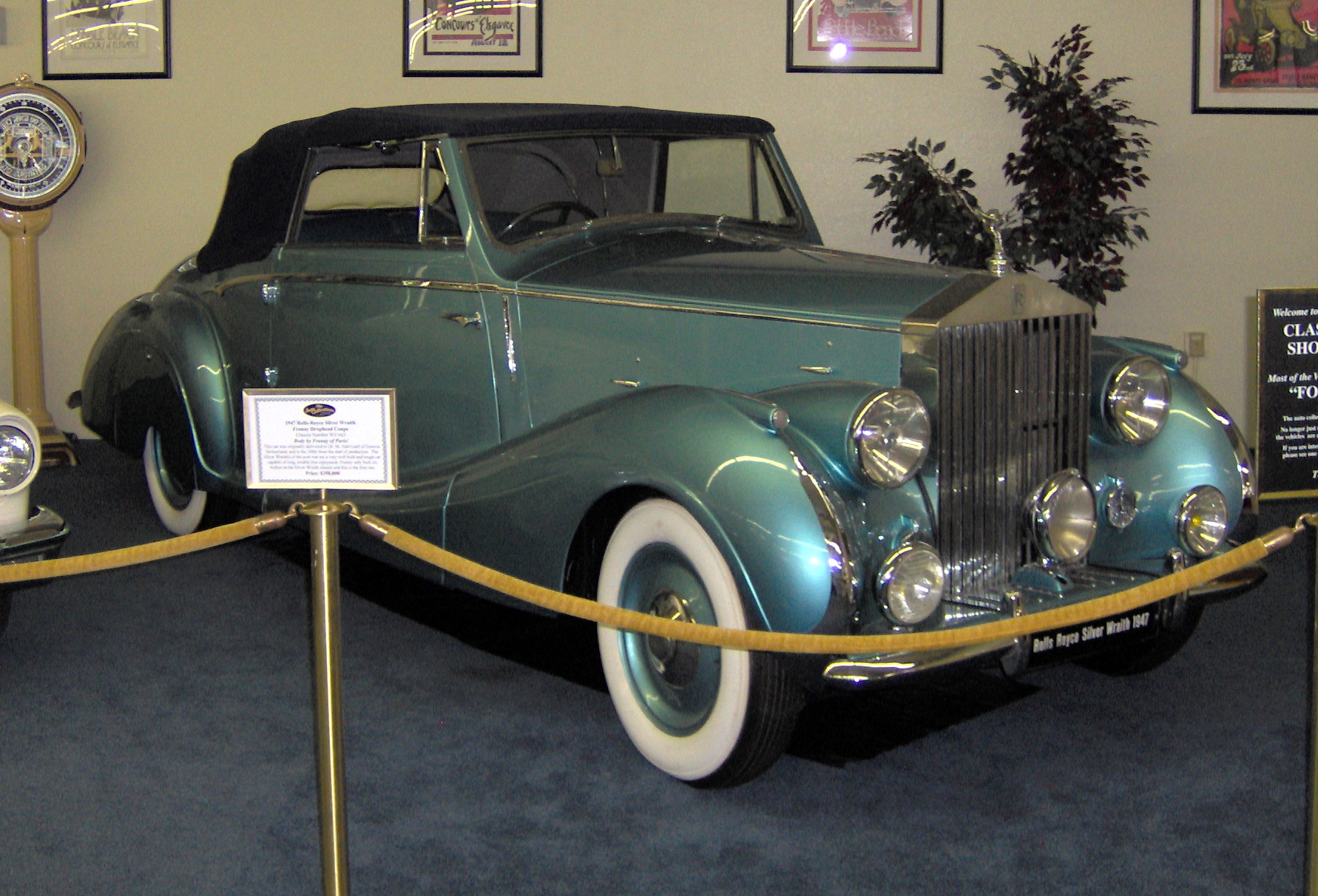
Rolls-Royce Silver Wraith Franay Drophead Coupé 1947

Rolls-Royce Silver Wraith (Stříbrný přízrak) byl první poválečný model značky Rolls-Royce vyráběný mezi lety 1946 a 1959. Předchůdcem byl model Wraith z roku 1939.
První poválečný automobil značky Rolls-Royce měl prakticky stejný design jako modely vyráběné před válkou. Jednotlivé exempláře se však od sebe v různých ohledech lišily, jelikož automobilka nenabízela žádnou standardní karoserii. Zákazník dostal šasi, které specializované firmy osazovaly karoseriemi vyrobenými podle přání zákazníka. Navázal tak na předválečnou tradici. Původním záměrem byla výroba pouze pro export (hlavně do Spojených států), ale nakonec se vůz prodával i ve Velké Británii od roku 1948. Pohon obstarával nový šestiválcový motor se sacími ventily v hlavách válců. Objem činil 4257 cm3, ale v roce 1951 vzrostl na 4566 cm3 a v roce 1955 až na 4887 cm3. Tradičně nebyl zveřejněn výkon motoru, ale podle dnešních odhadů měl výkon zhruba 130 koní (97 kW). Zrychlení z 0 na 100 km/h se pohybovala okolo 25 s a max. rychlost zhruba 137 km/h. Od roku 1952 byla nabízena i automatická převodovka od General Motors, vůbec poprvé v historii značky.
Automobil byl vcelku úspěšný, a to především v USA, kam byl prodej od počátku určen. Za 13 let se v továrně v Crewe, do které se výroba automobilů přesunula z Manchesteru vyrobilo 1783 exemplářů. Elegantní a prostorné varianty s dlouhým rozvorem používala i řada hlav států – např. brazilský prezident (od roku 1952) nebo irský prezident (od roku 1947).